# Park Narodowy Cordillera de los Picachos
Park Narodowy Cordillera de los Picachos (hiszp. Parque nacional natural Cordillera de los Picachos) – park narodowy w Kolumbii położony w departamentach Meta, Caquetá i Huila. Został utworzony 5 lutego 1977 roku i zajmuje obszar 2874,94 km². Na wschód od niego znajduje się Park Narodowy Sierra de la Macarena, a na południowy wschód Park Narodowy Tinigua.

## Opis
Park znajduje się na wschodnich zboczach Kordyliery Wschodniej, na wysokościach od 450 do 3800 m n.p.m. Obejmuje dużą część pasma górskiego Cordillera de los Picachos w dorzeczach rzek Pato (dorzecze Amazonki) i Guayabero (dorzecze Orinoka). Jest to obszar przejściowy między wysokimi pasmami Andów a Niziną Amazonki co powoduje dużą różnorodność fauny i flory. Niżej położoną część parku pokrywa wilgotny las równikowy i tropikalny wilgotny las górski. Wyżej występuje paramo. 
Średnia roczna temperatura w parku wynosi w zależności od wysokości od +5 °C do +25 °C, a średnie roczne opady od 1500 do 5000 mm.

## Flora
W parku zarejestrowano 115 gatunków roślin, w tym 9 gatunków z rodziny bobowate, 8 gatunków z rodziny ślazowate i 11 gatunków z rodziny morwowate.

## Fauna
W parku stwierdzono obecność 50 gatunków ssaków i 290 gatunków ptaków. 
Z ssaków są to m.in.: krytycznie zagrożony wyginięciem (CR) wełniak brunatny z podgatunku Lagotrix lagotricha lugens, zagrożony wyginięciem (EN) tapir górski, narażone na wyginięcie (VU) ocelot tygrysi, andoniedźwiedź okularowy, zębolita olbrzymia, mrówkojad wielki, tapir amerykański, pekari białobrody i mazama karłowata.
Ptaki tu żyjące to narażone na wyginięcie (VU) kacykarz, ara zielona i rudosterka brązowogardła, a także m.in.: Touit stictoptera, drobik rudogłowy, grdacz soplowaty, koronówka szarogardła.
Z płazów w parku występuje krytycznie zagrożona wyginięciem (CR) Atelopus petriruizi.